# Diablo Grande (Kalifornija)
Diablo Grande je naseljeno područje za statističke svrhe u američkoj saveznoj državi Kalifornija. Prema popisu stanovništva iz 2010. u njemu je živjelo 826 stanovnika.